# Medaille des Militärdenkzeichens für 1813/1815
Die Medaille des Militärdenkzeichens für 1813/1815 wurde am 19. Dezember 1848 von König Maximilian II. Joseph von Bayern gestiftet und an Militärbeamte verliehen, die in dienstlicher Eigenschaft an den Befreiungskriegen 1813 bis 1815 teilgenommen haben.
Die Medaille aus Bronze zeigt das Kreuz des Militärdenkzeichens von 1813/15, jedoch mittig mit der Initiale M (Maximilian). Rückseitig sind zwischen den Kreuzarmen auf der Medaille je vier Strahlen.
Das Ordensband ist weiß mit hellblauen Seiten- und schwarzen Randstreifen.
Getragen wurde die Auszeichnung am Band auf der linken Brust.